# Grigori Alexejewitsch Falko
Grigori Alexejewitsch Falko (russisch Григорий Алексеевич Фалько, wiss. Transliteration Grigorij Alekseevič Falko; * 9. Mai 1987 in Leningrad) ist ein russischer Schwimmer.

## Werdegang
Falkos größter Erfolg ist der Gewinn der Goldmedaille über 200 m Brust mit neuem Europameisterschaftsrekord bei den Schwimmeuropameisterschaften 2008 in Eindhoven. Sein Meisterschaftsrekord blieb nur zwölf Hundertstel über dem fünf Jahre alten Europarekord seines Landsmannes Dmitri Komornikow.
Sein Trainer ist Wiktor Wasilnok.